# Ernest Ier de Brunswick-Lunebourg
Pour les articles homonymes, voir Ernest Ier.
Ernest Ier (27 juin 1497, Uelzen – 11 janvier 1546, Celle), dit « le Confesseur » (der Bekenner), est duc de Brunswick-Lunebourg de 1520 à sa mort.

## Famille
Ernest est le deuxième fils d'Henri Ier de Brunswick-Lunebourg et de Marguerite de Saxe (1469-1528) (en). En 1512, il est envoyé à la cour de son oncle, l'électeur Frédéric III de Saxe. Il fait ses études en Saxe où il a comme professeur Georg Spalatin de l'université de Wittemberg. L’Église réformée était à son tout début lorsque le séjour d'Ernest Ier se termine en Saxe-Wittemberg.
De retour à Brunswick, il gouverne conjointement avec son frère aîné Othon. En 1519, il soutient la candidature de François Ier à l'élection impériale contre Charles Quint. Après l'élection de ce dernier, Ernest doit prendre la fuite. Pendant son absence, Othon règne sur la principauté de Lunebourg. Othon se retire du gouvernement quand Ernest revient aux affaires de la principauté, il est le seul duc régnant.
Les finances de son État ne sont pas prospères. Les considérations politiques ont sans doute une influence sur l'introduction de la Réforme protestante dans la principauté, elle donne l'occasion à Ernest Ier de Brunswick-Lünebourg de limiter les privilèges des nobles et du clergé, d'augmenter les impôts sur les biens appartenant à l'Église catholique romaine et aux monastères.
Le précurseur de la Réforme dans la principauté de Lunebourg-Celle est un médecin de Zwickau. La guerre des Paysans allemands donne à Ernest Ier de Brunswick-Lünebourg l'occasion de demander au clergé la liste des monastères afin d'y faire admettre des prédicateurs protestants.
Entre 1527 et 1530, sous contrainte, la Réforme luthérienne est imposée dans la plupart des paroisses et des monastères. En 1530, Ernest signe la confession d'Augsbourg. À partir de cette date, il devient un prince très influent en Allemagne du nord. La Réforme provoque une révolte à Hanovre, Ernest Ier de Brunswick-Lünebourg envoie Urbain Rhegius pour y rétablir l'ordre. Dans les villes de Westphalie, il renforce la foi protestante, concernant Münster, ses efforts restent vains. Son influence se fait également sentir en Poméranie, en Mecklembourg, dans le comté de Hoya et en Frise orientale. Il prouve son efficacité politique lors de la guerre de Smalkalde.

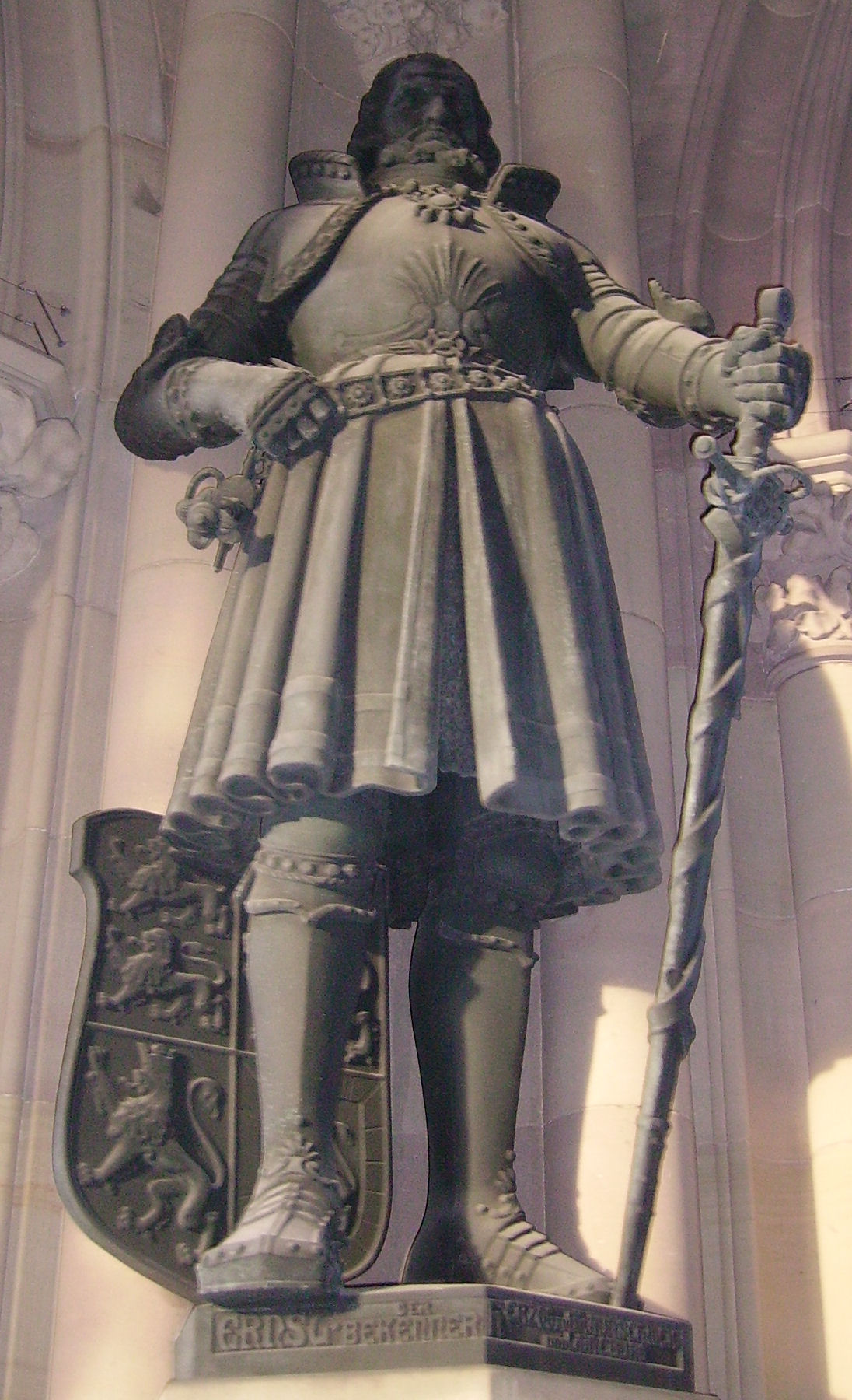
Statue d'Ernest le Confesseur à l'église de la Commémoration (Spire), œuvre de Max Baumbach

## Descendance
Le 2 juin 1528, Henri épouse Sophie, fille du duc Henri V de Mecklembourg-Schwerin. Dix enfants naissent de cette union :
- François-Othon (1530-1559), duc de Brunswick-Lunebourg ;
- Frédéric (1532-1553) ;
- Henri (1533-1598), duc de Brunswick-Dannenberg ;
- Marguerite (1534-1596), épouse en 1559 le comte Jean de Mansfeld ;
- Guillaume (1535-1592), duc de Brunswick-Lunebourg ;
- Ursule (1536-1538) ;
- Catherine (1537–1540) ;
- Élisabeth (1539-1586), épouse en 1558 le comte Otto IV de Schaumbourg ;
- Madeleine (1540-1586), épouse en 1561 le comte Arnold de Bentheim-Steinfurt ;
- Sophie (1541-1631), épouse en 1562 le comte Poppon XVIII de Henneberg-Schleusingen.